# 洛韦拉
洛韦拉，是西班牙加利西亚自治区奥伦塞省的一个市镇。总面积69平方公里，总人口1193人（2001年），人口密度17人/平方公里。